# Alectis ciliaris
Espèce
Statut de conservation UICN

 LC  : Préoccupation mineure
Alectis ciliaris, communément nommée cordonnier fil ou carangue à plumes, est une espèce de poissons marins de la famille des carangues.

## Description
Comme toutes les espèces de carangues, Alectis ciliaris a une livrée gris argenté couvert de petites écailles ainsi que de scutelles au niveau du pédoncule caudal, sorte d'écailles modifiées avec une partie saillante. Le corps est compressé latéralement et élevé surtout au niveau de la naissance de la nageoire dorsale et anale, la zone frontale est convexe. La taille maximale peut atteindre jusqu'à 1,50 m toutefois la taille moyenne est un mètre.
Durant la phase juvénile, les carangues à plumes sont dotées de très longs filaments correspondant à un prolongement de leurs nageoires dorsale et anale qui se réduiront avec l'âge. 

## Distribution & habitat
Cette espèce a une très large distribution dite circumtropicale car elle se rencontre dans les eaux tropicales à subtropicales du globe. Les adultes affectionnent la zone côtière proche des récifs et des épaves et ce jusqu'à 60 m de profondeur. Quant aux juvéniles, ils ont un mode de vie pélagique et demeurent dans la mesure du possible également proche de la zone côtière.

## Biologie
La carangue à plumes est un prédateur carnivore actif et grégaire qui se nourrit d'une grande variété de crustacés, de petits poissons ainsi que de céphalopodes.